# Lazar Koliševski
Lazar Koliševski (makedonsko Лазар Колишевски) * 12. februar 1914, Sveti Nikole, † 6. julij 2000, Skopje, Makedonija.
Koliševski (njegov prvotni priimek naj bi bil Kolišev, vendar ga je kasneje sam spremenil v bolj makedonsko zvenečega) je bil jugoslovanski komunistični politični vodja v Socialistični republiki Makedoniji in Socialistični federativni republiki Jugoslaviji. Bil je tesno povezan z Titom. Kot njegov pristaš je bil med vojno, čeprav je precej časa prebil v bolgarskem zaporu, kot sekretar Pokrajinskega komiteja za Makedonijo (od 1943 CK KP Makedonije), njegov poglavitni politični eksponent v svoji domovini in ga je tudi nasledil za 11 dni kot prvi predsednik Predsedstva SFRJ po njegovi smrti leta 1980. Imel je tudi visoke partijske funkcije: že 1948 je pri svojih 34 letih postal kandidat za člana politbiroja CK KPJ, 1952 član Izvršnega komiteja CK ZKJ oz. predsedstva CK ZKJ leta 1966. Takoj po prevzemu oblasti je postal predsednik vlade in po 1953 predsednik Sobranja LR Makedonije (do 1963), obenem pa je bil sekretar CK KP/ZK Makedonije. Leta 1963/64 je bil postavljen za prvega predsednika Socialistične zveze delovnega ljudstva Jugoslavije za Titom (do 1967). Leta 1974 je bil med prvimi člani (zoženega) 9-članskega Predsedstva SFRJ, med Titovo boleznijo ga je kot podpredsednik nadomeščal v funkciji šefa države in ga po njegovi smrti za 11 dni (preostanek enoletnega mandata) kot predsednik Predsedstva tudi nasledil.   

## Življenje

### Zgodnja leta
Rodil se je leta 1914 v Sveti Nikoli, tedanji Kraljevini Srbiji. Njegova družina je bila revna. Mama je bila Aromunka in oče Bolgar. Leta 1915 je v prvi svetovni vojni regijo zasedla Kraljevina Bolgarija in njegov oče je bil mobiliziran v vojsko. Konca vojne starša nista preživela. Ko je po vojni zapustil sirotišnico, območje je bilo ponovno pod Srbijo, so ga vzeli v rejo člani družine po materini strani v Bitoli, kjer je končal osnovno šolo. Kasneje se je šolal v tehnični šoli v Kragujevcu. Lazar je začel slediti politiki in spoznavati komunizem. Zaradi političnih dejavnosti je bil aretiran in izgnan iz tovarne streliva, kjer je delal. V tridesetih letih je postal pomemben aktivist jugoslovanske komunistične partije.

### 2. svetovna vojna
Ko so nacistične sile vstopile v Beograd aprila 1941, je Bolgarija, nemški zaveznik v vojni, prevzela nadzor nad vzhodnim delom nekdanje Vardarske Makedonije, zahodna mesta Tetovo, Gostivar in Debar pa so bila priključena italijanski coni v Albaniji. Po bolgarski okupaciji je pokrajinski sekretar Komunistične partije Jugoslavije Metodi Šatorov - Šarlo prešel pod okrilje Bolgarske komunistične partije. Medtem ko so se bolgarski komunisti izogibali organizaciji množičnega oboroženega upora proti oblastem, so jugoslovanski komunisti vztrajali pri oboroženem odporu. Zaradi nemške invazije na ZSSR in po odločitvi Kominterne in Stalina, so bili makedonski komunisti ponovno vključeni v KPJ, ob čemer je Koliševski postal sekretar pokrajinskega odbora Komunistične partije Jugoslavije za Makedonijo. Začel je preganjati simpatizerje Šatorova in organiziral nekaj manjših oboroženih konfliktov v boju proti bolgarskim oblastem in njihovim lokalnim privržencem. Konec leta 1941 so ga aretirali in obsojeni na smrt na bolgarskem vojaškem sodišču. Napisal je dve pritožbi za pomilostitev bolgarskemu carju in obrambnemu ministru, v katerih obžaluje svoj prestopek in se sklicuje na svoje bolgarsko poreklo. Kasneje je bila po posredovanju vojnega ministra carju njegova smrtna kazen spremenjena v dosmrtno zaporno kazen, Koliševskega pa so poslali v zapor v Pleven v Bolgarijo.
Konec leta 1944 je Koliševskega osvobodila nova bolgarska prokomunistična vlada in kmalu je znova prevzel vodstvo makedonskih komunistov (od 1945 Komunistične partije Makedonije v okviru Komunistične partije Jugoslavije). Ob koncu vojne je Koliševski postal predsednik vlade Makedonije, zvezne enote Demokratične federativne Jugoslavije in s tem najvišja oblast v jugoslovanski zvezni enoti Makedoniji. Za svoje zasluge v vojni je bil nagrajen z redom narodnega heroja Jugoslavije.

### Jugoslavija
Po drugi svetovni vojni je Koliševski postal politično najmočnejša oseba v Makedoniji. Takrat so si nekateri krogi prizadevali čim bolj zrahljati vezi z Jugoslavijo in spodbuditi neodvisnost Makedonije, medtem ko je Lazar Koliševski vodil politiko, ki je v celoti izvajala pro-jugoslovansko linijo in je sprejela stroge ukrepe proti opoziciji. Začel je tudi z velikimi gospodarskimi in socialnimi reformami. Koliševski je končno prinesel industrijsko revolucijo v Makedonijo. Do leta 1955 je glavno mesto Skopje postalo eno najhitreje rastočih mest v regiji in postalo tretje največje mesto v Jugoslaviji. Zahvaljujoč reformam Koliševskega je bila majhna republika, ki je bila leta 1945 najrevnejše območje Jugoslavije, zdaj najhitreje rastoče gospodarstvo. Po drugem petletnem gospodarskem načrtu je gospodarstvo Makedonije hitro napredovalo.
19. decembra 1953 se je Koliševski oklical za predsednika vlade Makedonije in prevzel funkcijo predsednika Ljudske skupščine, na kateri imel manj neposredne politične moči, vendar pa je ostal vpliven kot sekretar Zveze komunistov Makedonije in v Zvezi komunistov Jugoslavije, kjer je bil član ožjega vodstva (izvršnega komiteja CK). Bil je še vedno najmočnejši v Republiki zaradi svojega vpliva v jugoslovanski komunistični partiji. S počasnim umikanjem iz makedonske politike je začel potovati v druge države kot jugoslovanski diplomat. Veliko potovanj je opravil v poznih 50. in 60. letih dvajsetega stoletja v države, kot so Egipt, Indija, Indonezija in druge, ki bi naj pomagale oblikovati skupnost neuvrščenih narodov. Ta diplomatska potovanja so pokazala, da je užival zaupanje jugoslovanskega voditelja Josipa Broza Tita. Tudi po tem, ko je Tito obračunal z nekaterimi najbližjimi sodelavci, tudi s Krstom Crvenkovskim, je Koliševski ostal v njegovi ekipi.
Ko je bila sprejeta jugoslovanska ustava iz leta 1974, je Koliševski pridobil vpliv v jugoslovanskem političnem vrhu. Nova ustava je predvidela rotacijsko funkcijo (pod)predsednika, Koliševski je bil izbran iz makedonskega vodstva za makedonskega predstavnika v predsedstvu. Koliševski je bil 15. maja 1979 izvoljen za podpredsednika predsedstva Jugoslavije. Za novo leto 1980 je Tito zbolel, Koliševski pa je imel vlogo predsedujočega v njegovi odsotnosti. Tito je umrl pet mesecev kasneje, 4. maja 1980. Koliševski je še 10-11 dni opravljal funkcijo predsednika predsedstva Jugoslavije, preden jo je predal Cvijetinu Mijatoviću. Član predsedstva je ostal do upokojitve 1984. Bil je narodni heroj, junak socialističnega dela in član Sveta federacije.

### Makedonija
Po razpadu Jugoslavije je živel v Skopju, glavnem mestu neodvisne Republike Makedonije, proti koncu anti-srbske in probolgarske politike vladajoče desničarske stranke VMRO-DPMNE konec devetdesetih let. Umrl je 6. julija 2000, leta 2002 pa mu je lokalna levičarska vlada postavila spomenik.